# Моргенстин, Род
Род Моргенстин (англ. Rod Morgenstein, род. 19 апреля 1953, Нью-Йорк) — американский барабанщик, педагог. Он известен по работе с хеви-метал группой конца 80-х Winger и джаз-фьюжн группой Dixie Dregs. Участвовал в сессионной работе с группами Fiona, Platypus и The Jelly Jam. В настоящее время он профессор музыкального колледжа Беркли, преподаёт ударные инструменты.
Выпустил несколько учебных пособий для ударников, среди них — «Drum Set Warm-ups» (Berklee Press, ISBN 978-0-634-00965-5), «The Drum Set Musician» (Hal Leonard Publishing, ISBN 978-0-7935-6554-2) и другие.
Род левша, играет на установке, собранной в зеркальном отражении. Занимает 18 место в списке 100 лучших барабанщиков по версии Rolling Stone